# Avex presents 桃井はるこのフムフムRADIO
『avex presents 桃井はるこのフムフムRADIO』（エイベックスプレゼンツ ももいはるこのフムフムラジオ）は、文化放送で2007年4月7日から2008年3月29日にかけて『A&G 超RADIO SHOW〜アニスパ!〜』の内包番組として放送されていたラジオ番組。

## 放送時間
- 毎週土曜日 21:45 - 21:55
- 野球延長などで変わることもあった。
- 2007年10月より茨城放送、長崎放送、そして橋本の地元福島県の放送局ラジオ福島でもネットされていた。

## パーソナリティ
- 桃井はるこ　（声優・歌手）
- 橋本まい （声優）